# Nowosada (gmina Niemenczyn)
Nowosada (lit. Novosadai; pol. hist. także Nowosady) – wieś na Litwie, w okręgu wileńskim, w rejonie wileńskim, w gminie Niemenczyn, przy drodze magistralnej A14.

## Historia
W dwudziestoleciu międzywojennym wieś i zaścianek leżące w Polsce, w województwie wileńskim, w powiecie wileńsko-trockim, w gminie Podbrzezie. W 1931 miejscowość liczyła:
- wieś – 17 mieszkańców, zamieszkałych w 5 budynkach,
- zaścianek – 8 mieszkańców, zamieszkałych w 1 budynku[1].

Po II wojnie światowej w granicach Związku Sowieckiego. Od 1991 na niepodległej Litwie.